# 波纳佩语
波纳佩语是密克罗尼西亚语的一种，属于南岛语系马来-波利尼西亚语族核心马来-波利尼西亚语支。主要使用者位于大洋洲密克罗尼西亚联邦加罗林群岛的波纳佩岛，使用人口约2.9万。书面使用拉丁字母。